# Zeitlose
Die Zeitlosen (Colchicum) sind eine Pflanzengattung innerhalb der Familie der Zeitlosengewächse (Colchicaceae). Die etwa 100 Arten sind über weite Teile Eurasiens verbreitet. Die Herbstzeitlose (Colchicum autumnale) ist die wohl bekannteste Art dieser Gattung; sie ist vor allem wegen ihrer späten Blütezeit und ihrer Giftigkeit bekannt.

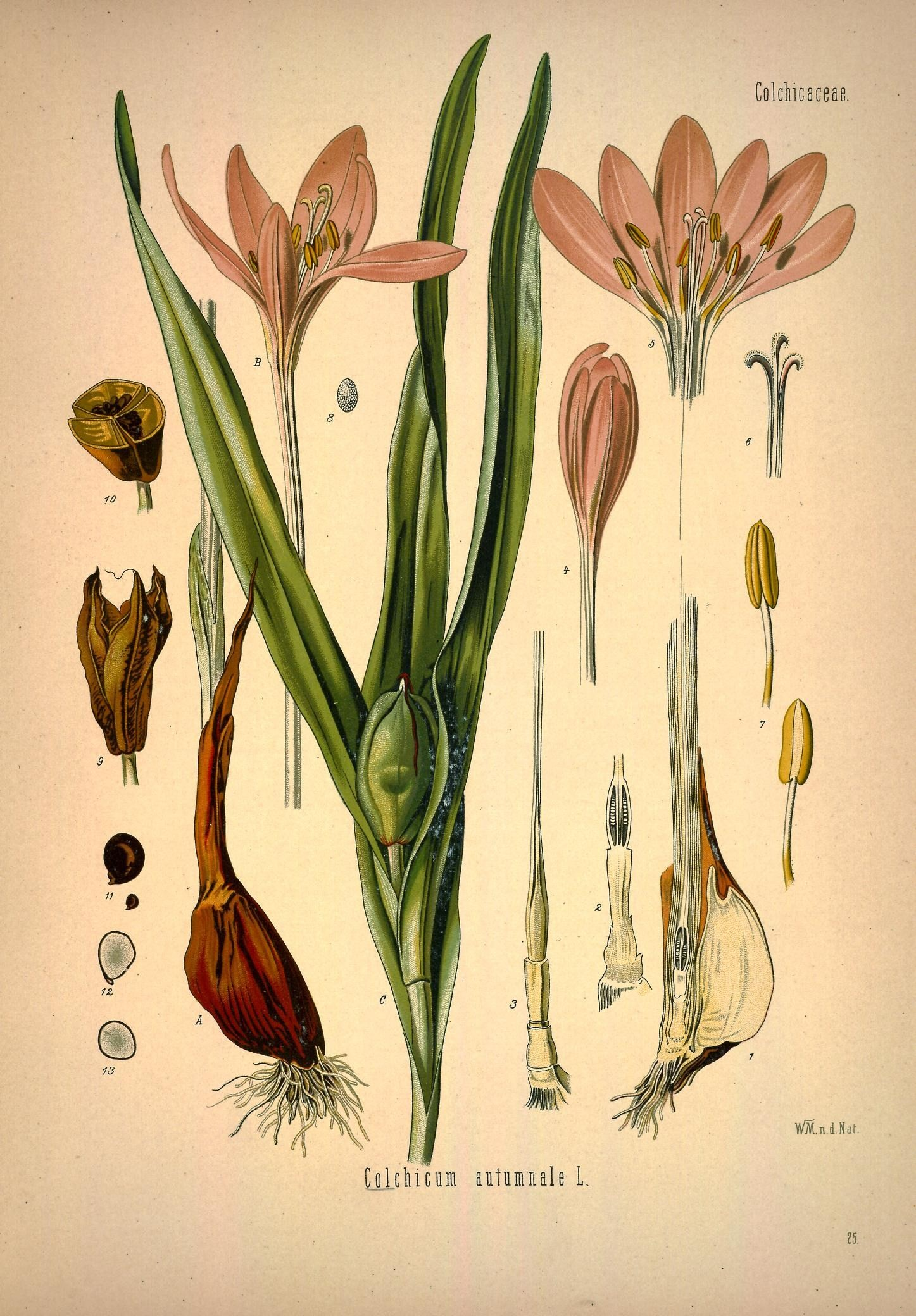
Illustration aus Köhler's Medizinalpflanzen in naturgetreuen Abbildungen mit kurz erläuterndem Text, Tafel 25: Herbstzeitlose. A B blühende, C fruchtende Pflanze in natürl. Größe; 1 Knolle im Längsschnitt, desgl.; 2 der zur neuen Knolle anschwellende Teil, oben mit Fruchtknoten, desgl.; 3 u. 4 Blütenknospe, desgl.; 5 ausgebreitete Blüte, desgl.; 6 oberer Teil des Griffels, vergrößert; 7 Staubgefäße desgl.; 8 Pollen, desgl.; 9 reife, aufgesprungene Kapsel, natürl. Größe; 10 Kapsel im Querschnitt, desgl.; 11 Same, natürl. Größe und vergrößert; 12, 13 derselbe ohne Schale, vergrößert

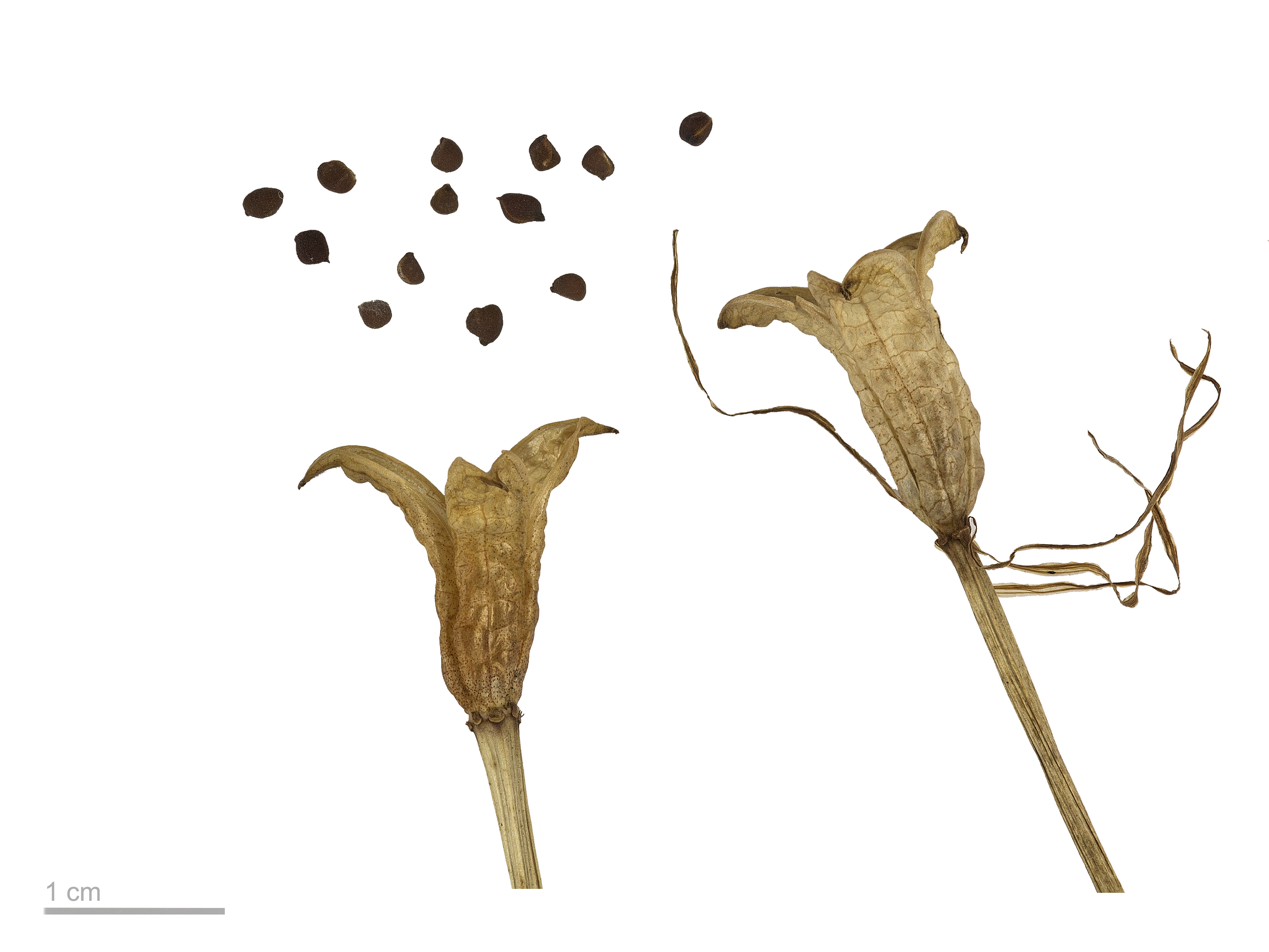
Kapselfrüchte und Samen der Berg-Zeitlose (Colchicum montanum)

## Beschreibung

### Vegetative Merkmale
Die Zeitlosen-Arten sind ausdauernde krautige Pflanzen. Diese Geophyten bilden eine unterirdische, braun bis dunkelbraun umhüllte Sprossknolle als Überdauerungsorgan aus. An der Basis der Sprossknolle sitzen die Faserwurzeln. Die jungen Laubblätter sind von Blattscheiden umschlossen.

### Generative Merkmale
Es werden direkt über der Sprossknolle oder an einem nur kurzen Blütenstandsschaft ein bis drei Blüten gebildet. Die zwittrigen Blüten sind radiärsymmetrisch und dreizählig. Die sechs gleichgestaltigen Blütenhüllblätter sind an der Basis verwachsen und bilden eine mehr oder weniger ausgeprägte Röhre. Es sind zwei Kreise mit je drei Staubblättern vorhanden. Drei Fruchtblätter sind zu einem oberständigen, dreikammerigen Fruchtknoten verwachsen. Es sind drei freie Griffel vorhanden.
Die scheidewandspaltige = septizide Kapselfrucht enthält viele Samen.

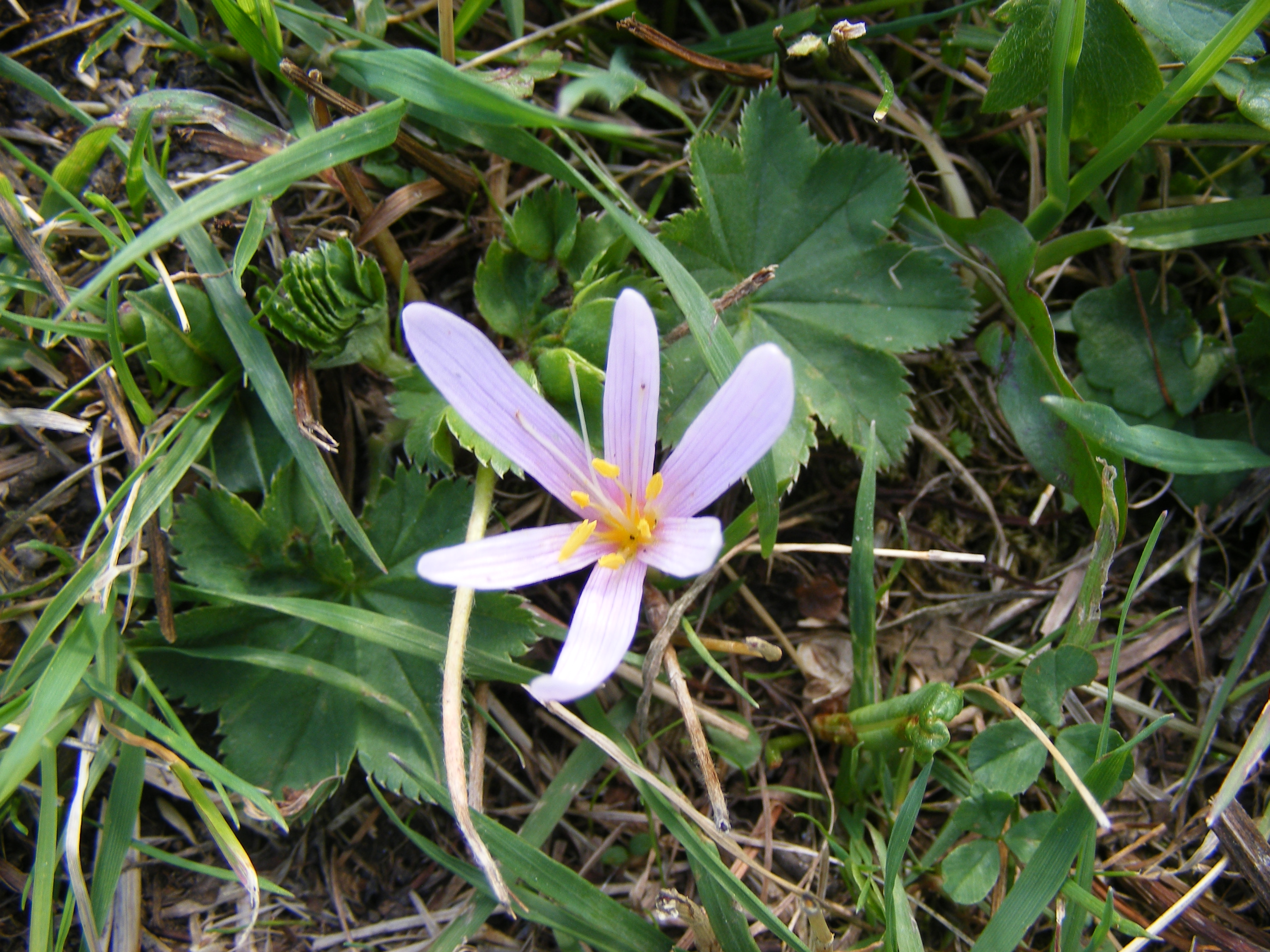
Blüte der Alpen-Herbstzeitlose (Colchicum alpinum)

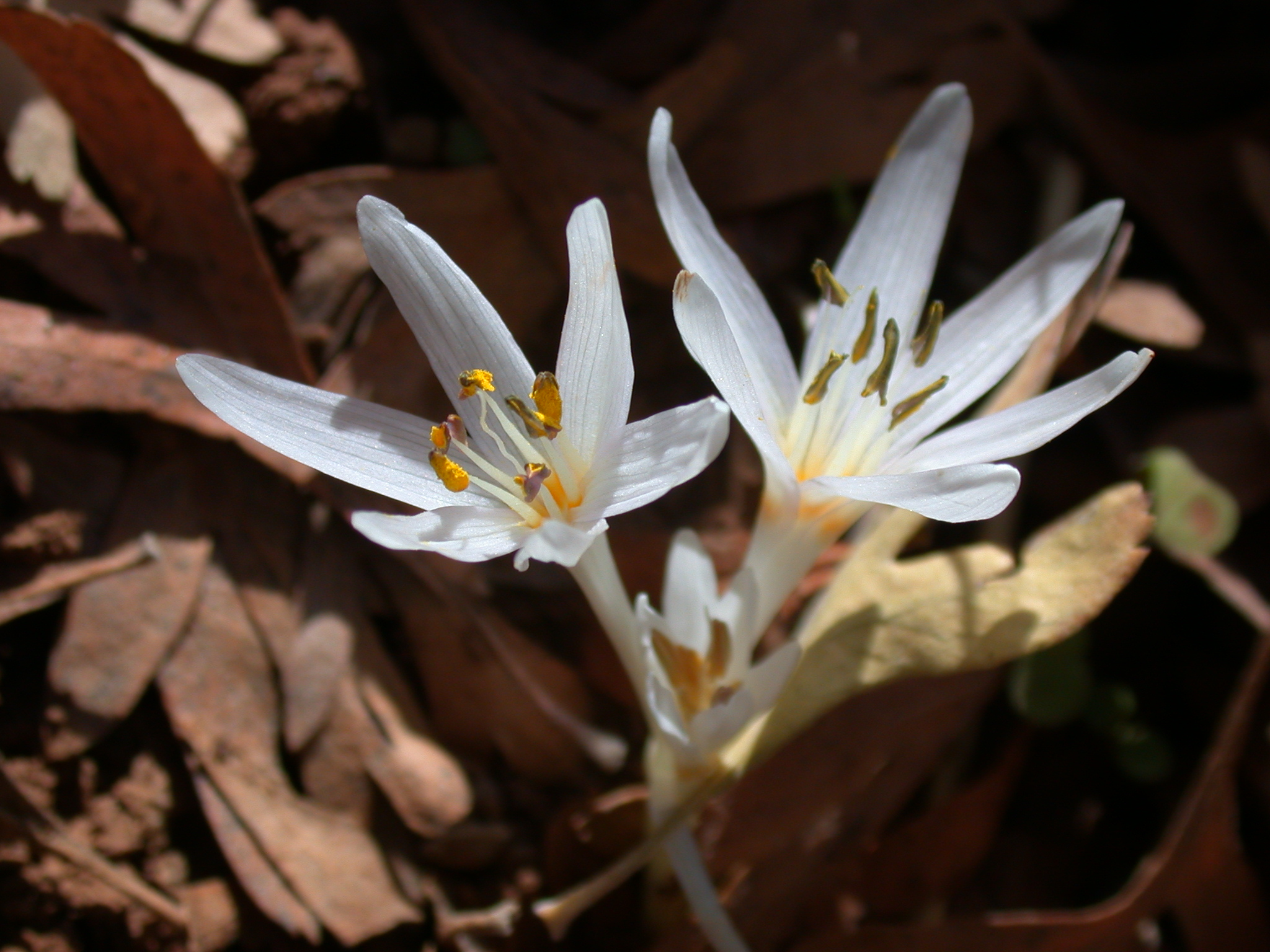
Colchicum antilibanoticum

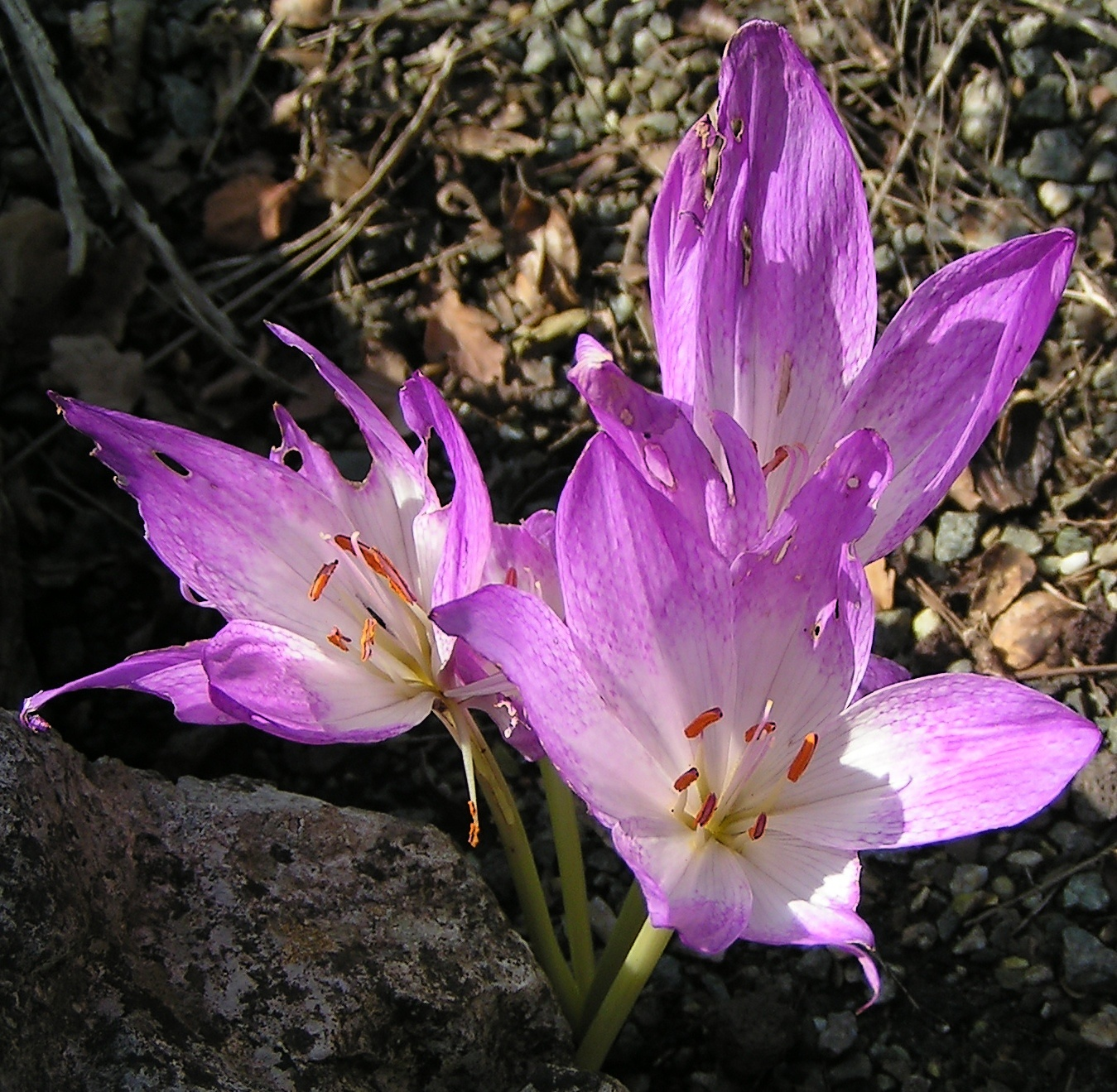
Colchicum bivonae

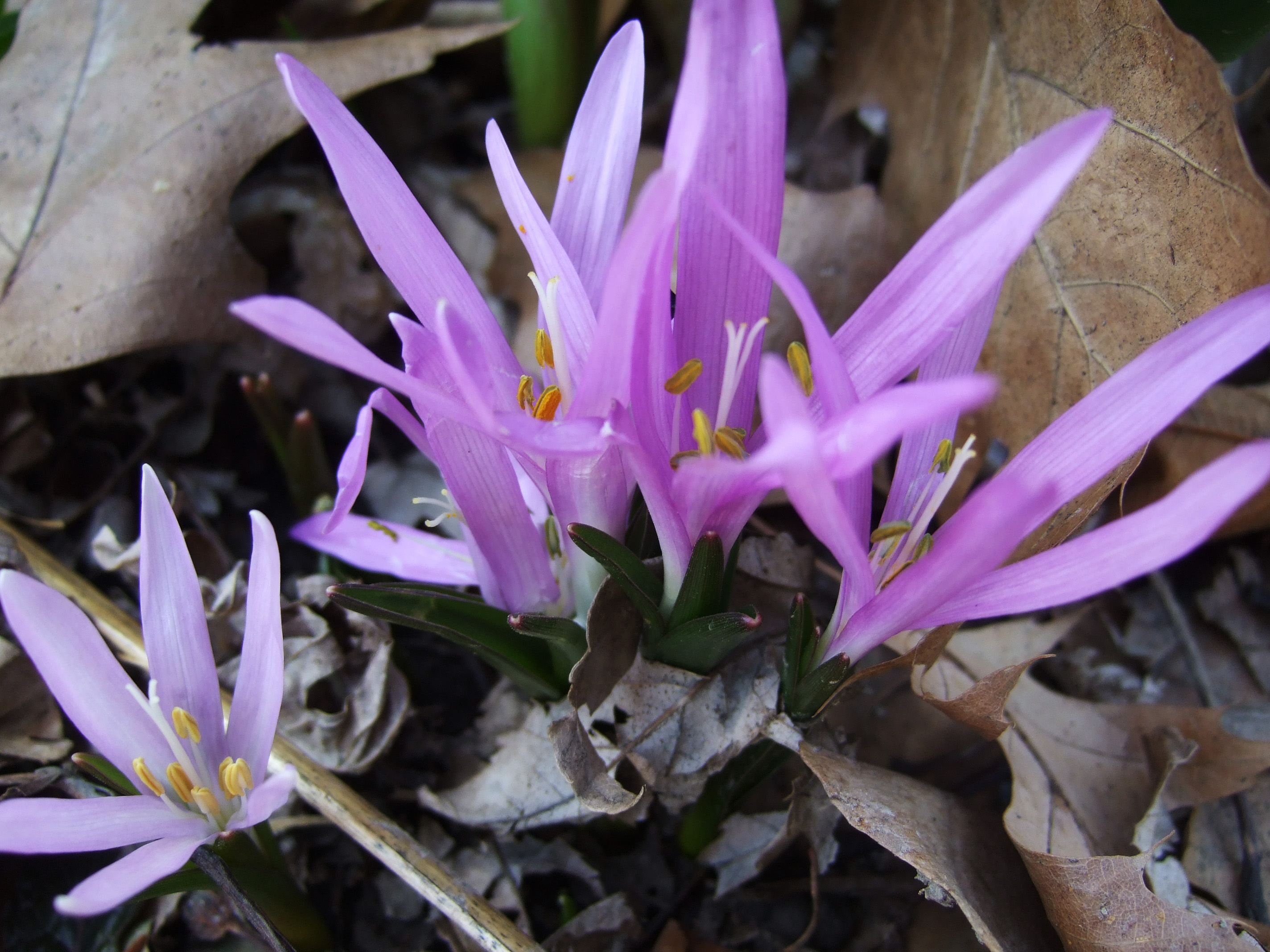
Frühlingslichtblume (Colchicum bulbocodium)

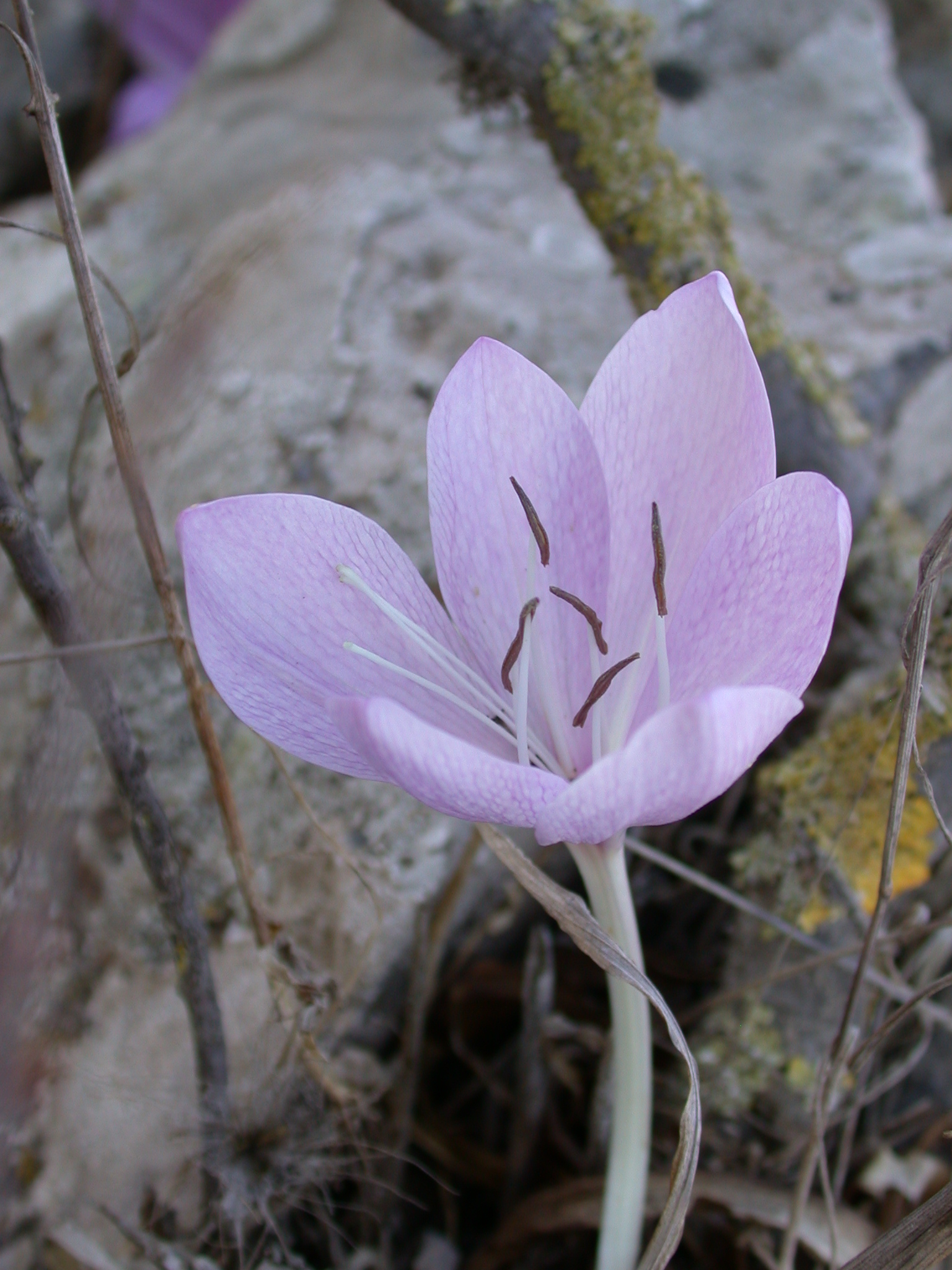
Blüte von Colchicum feinbruniae

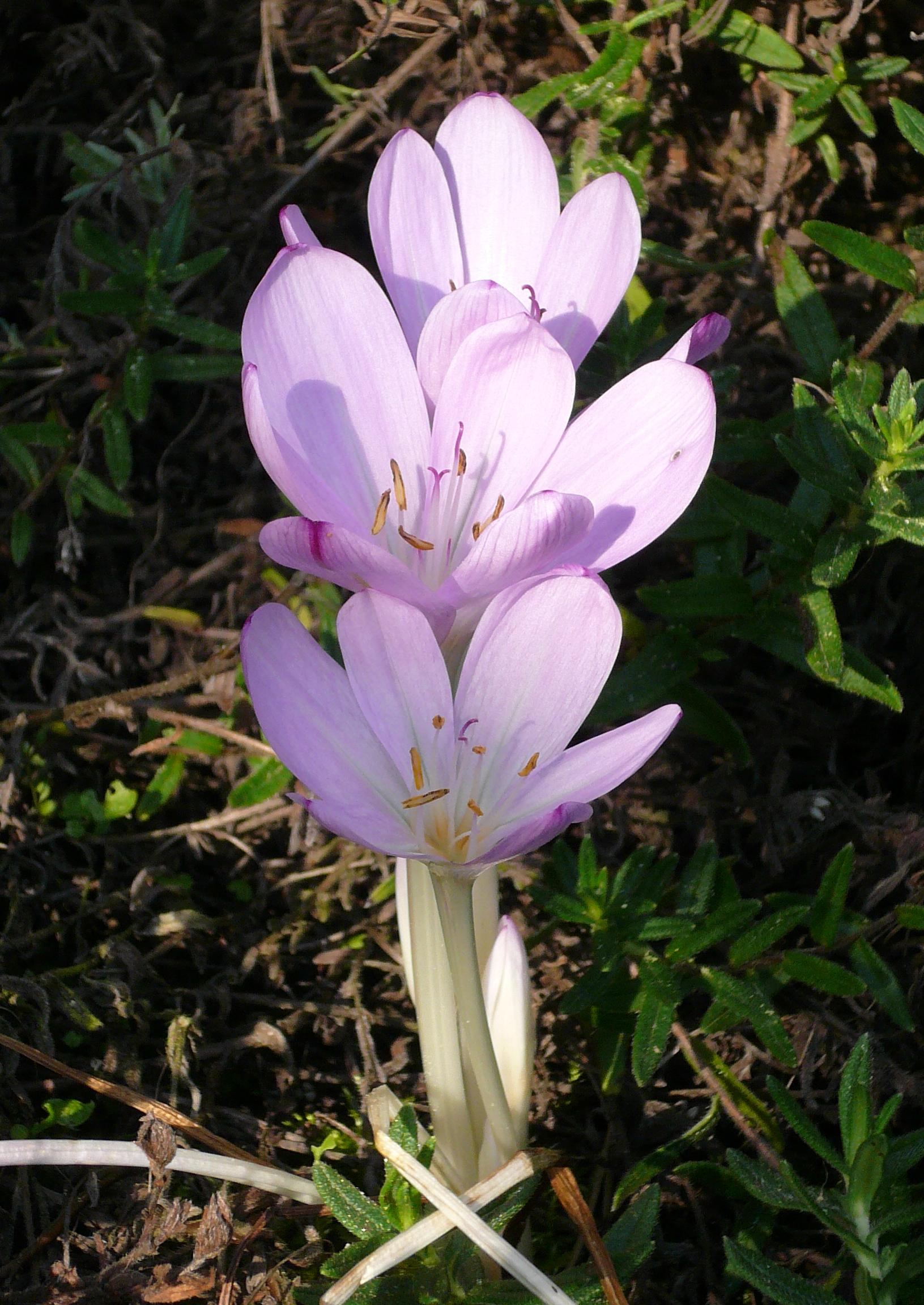
Colchicum lusitanum

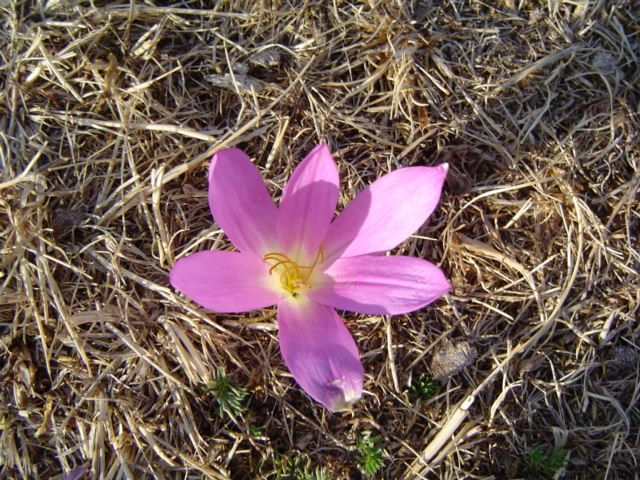
Blüte der Berg-Zeitlose (Colchicum montanum)

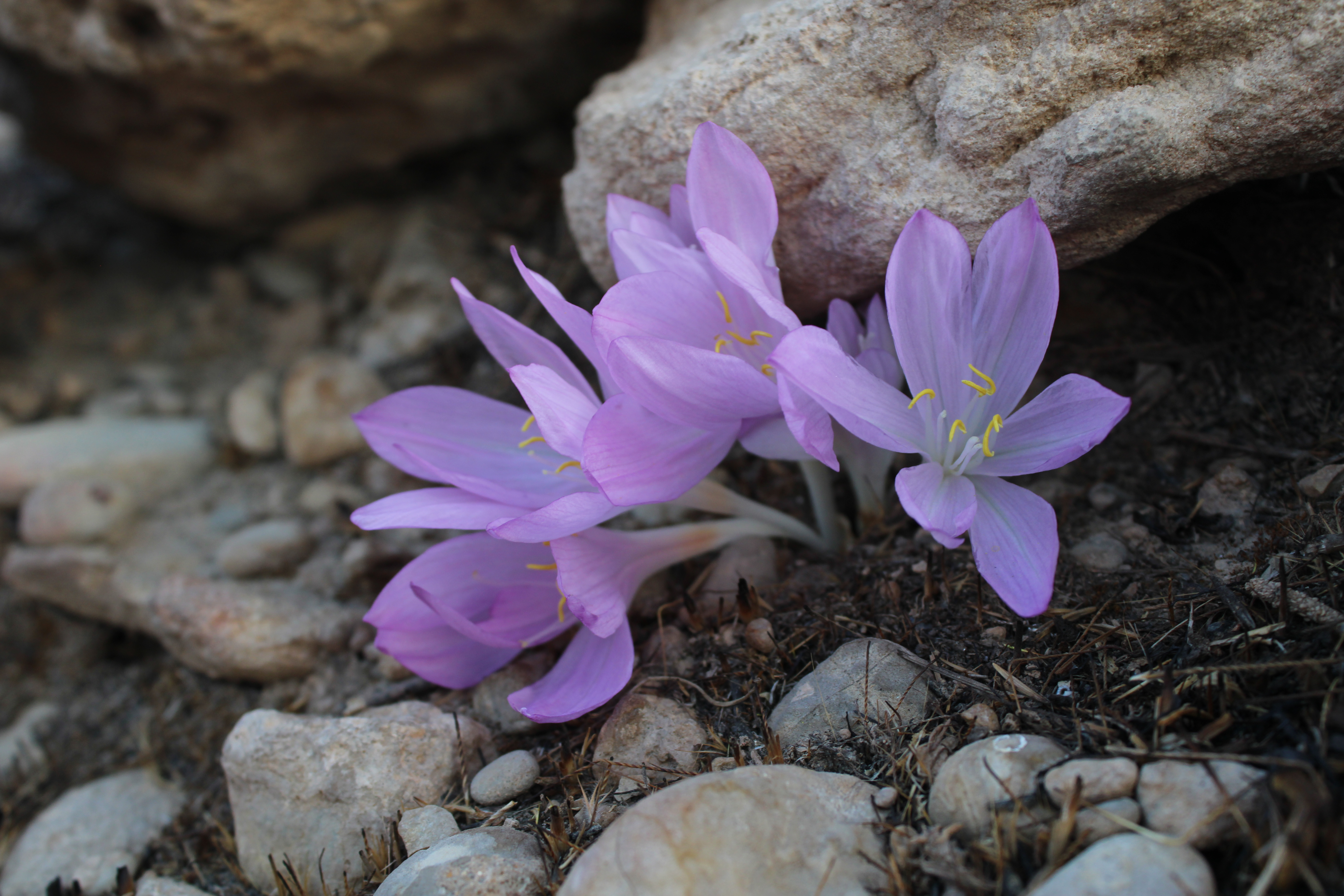
Colchicum persicum

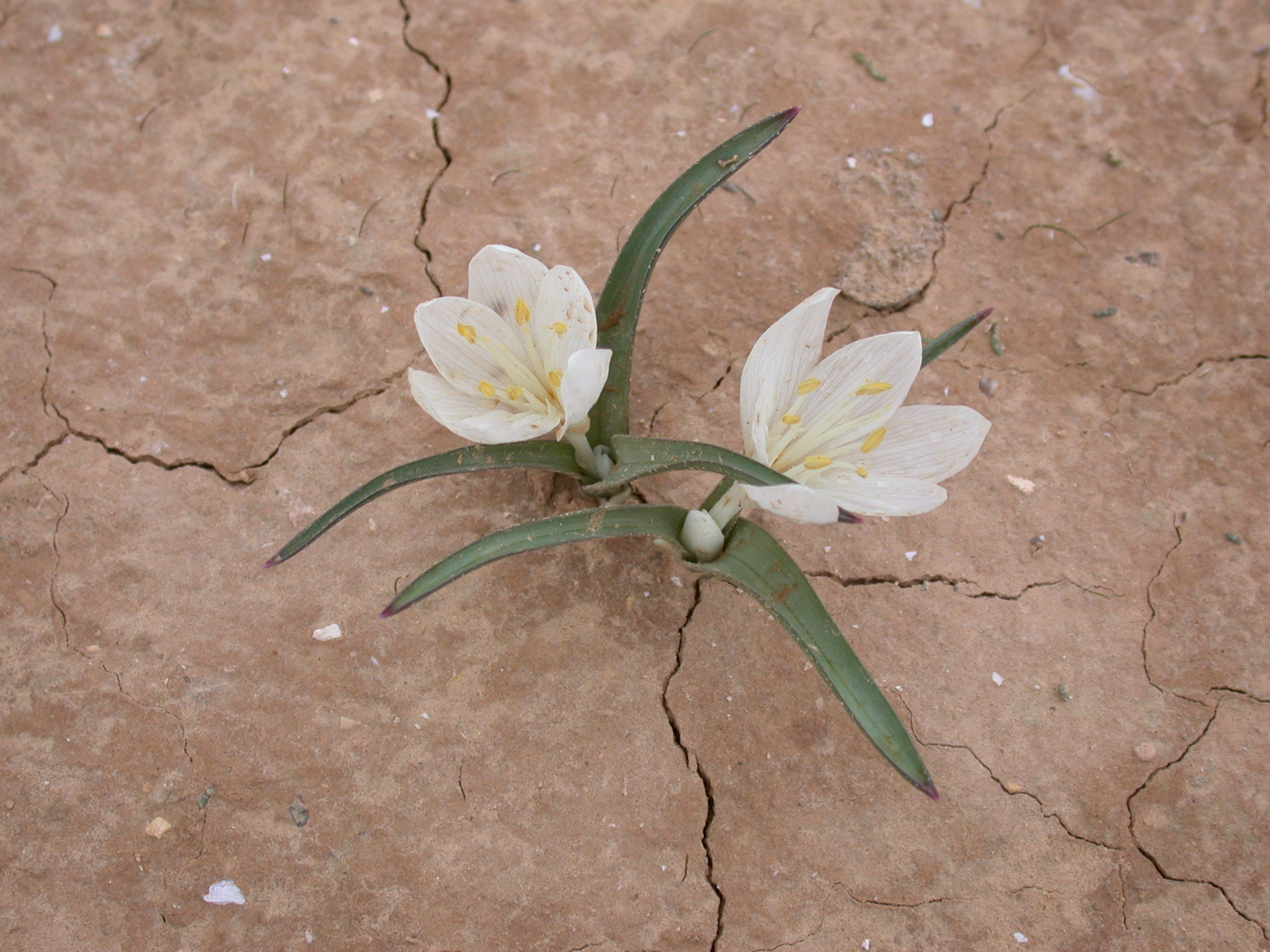
Colchicum ritchii

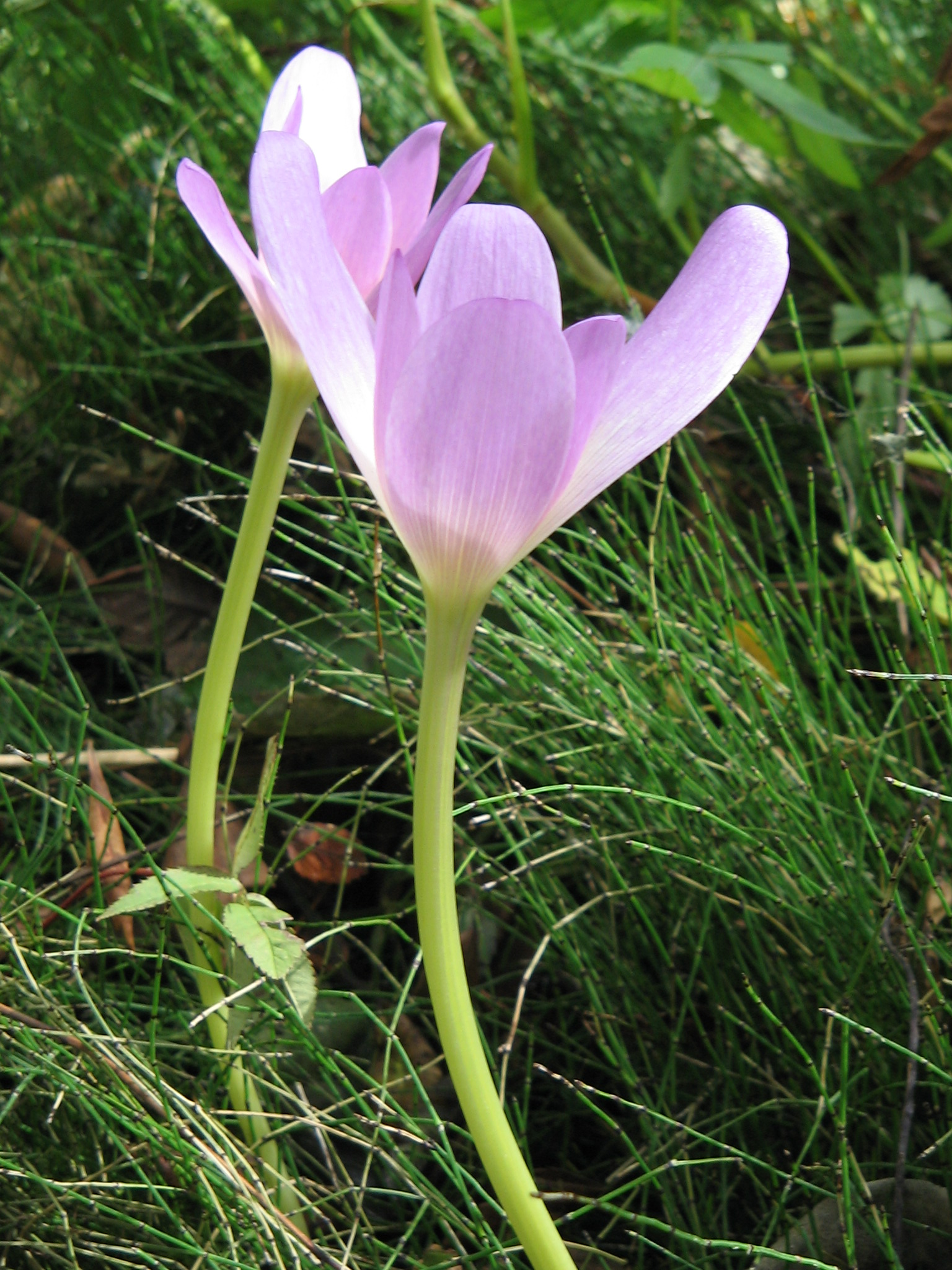
Colchicum speciosum

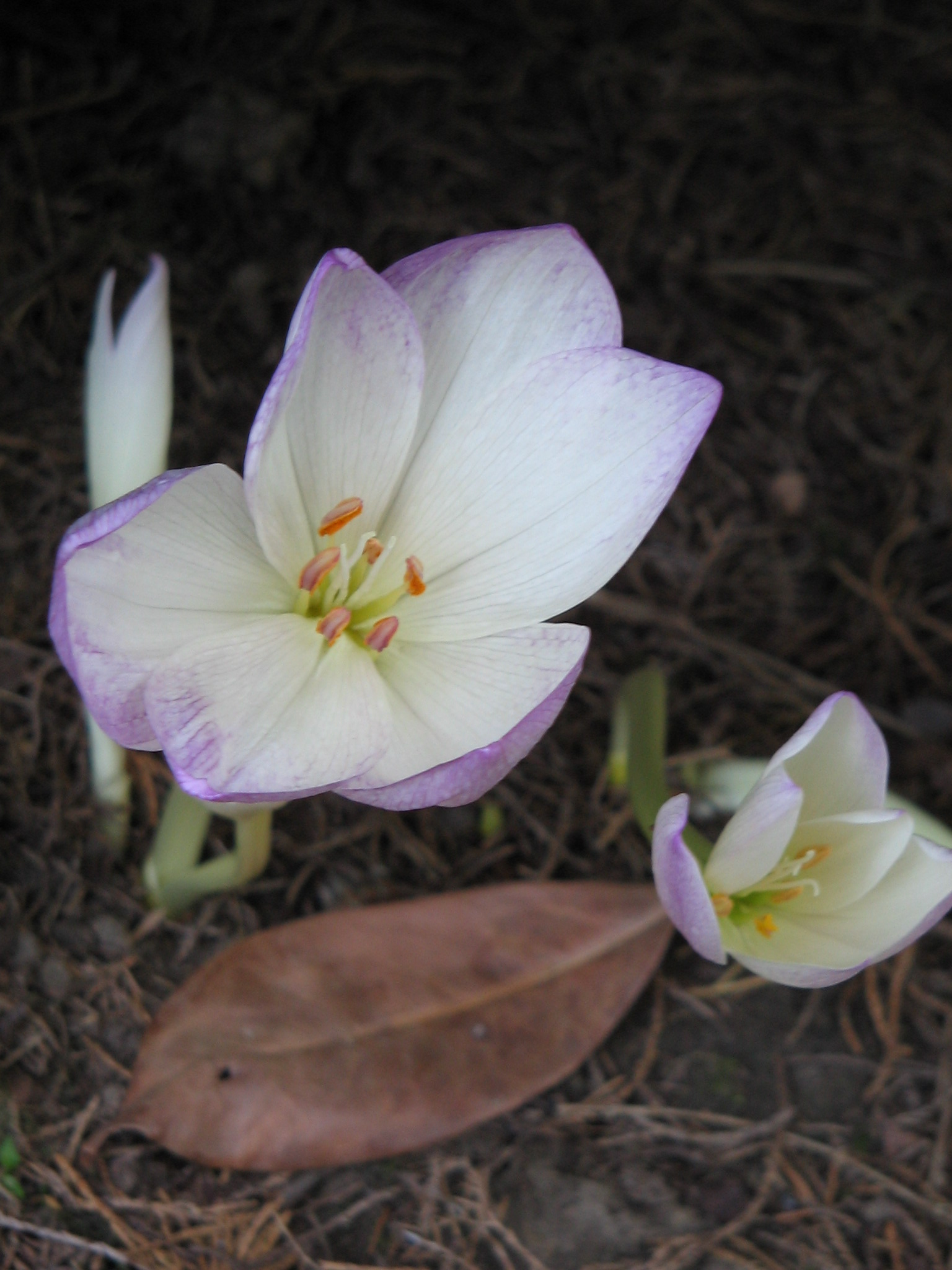
Colchicum speciosum var. bornmuelleri

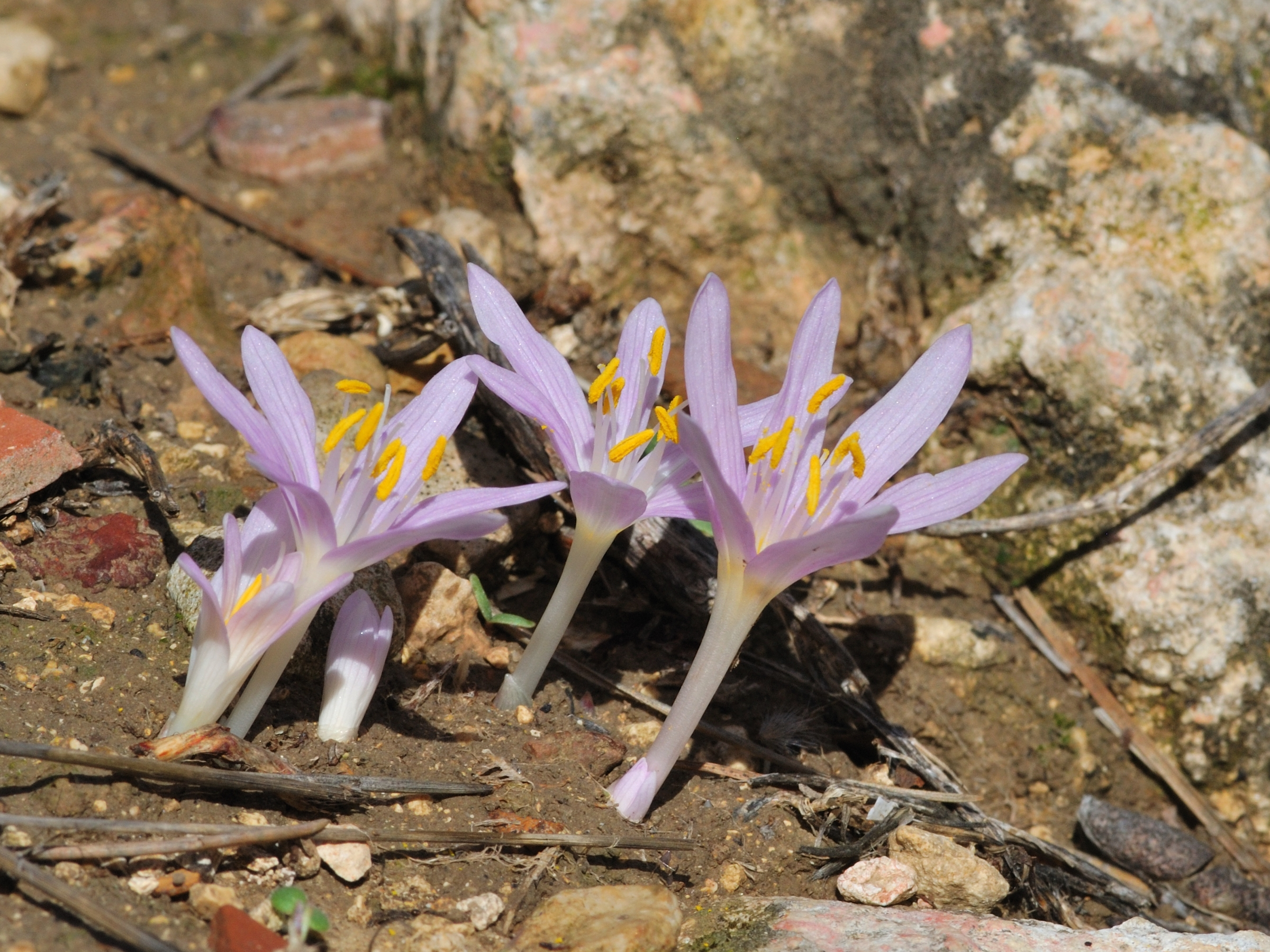
Colchicum stevenii

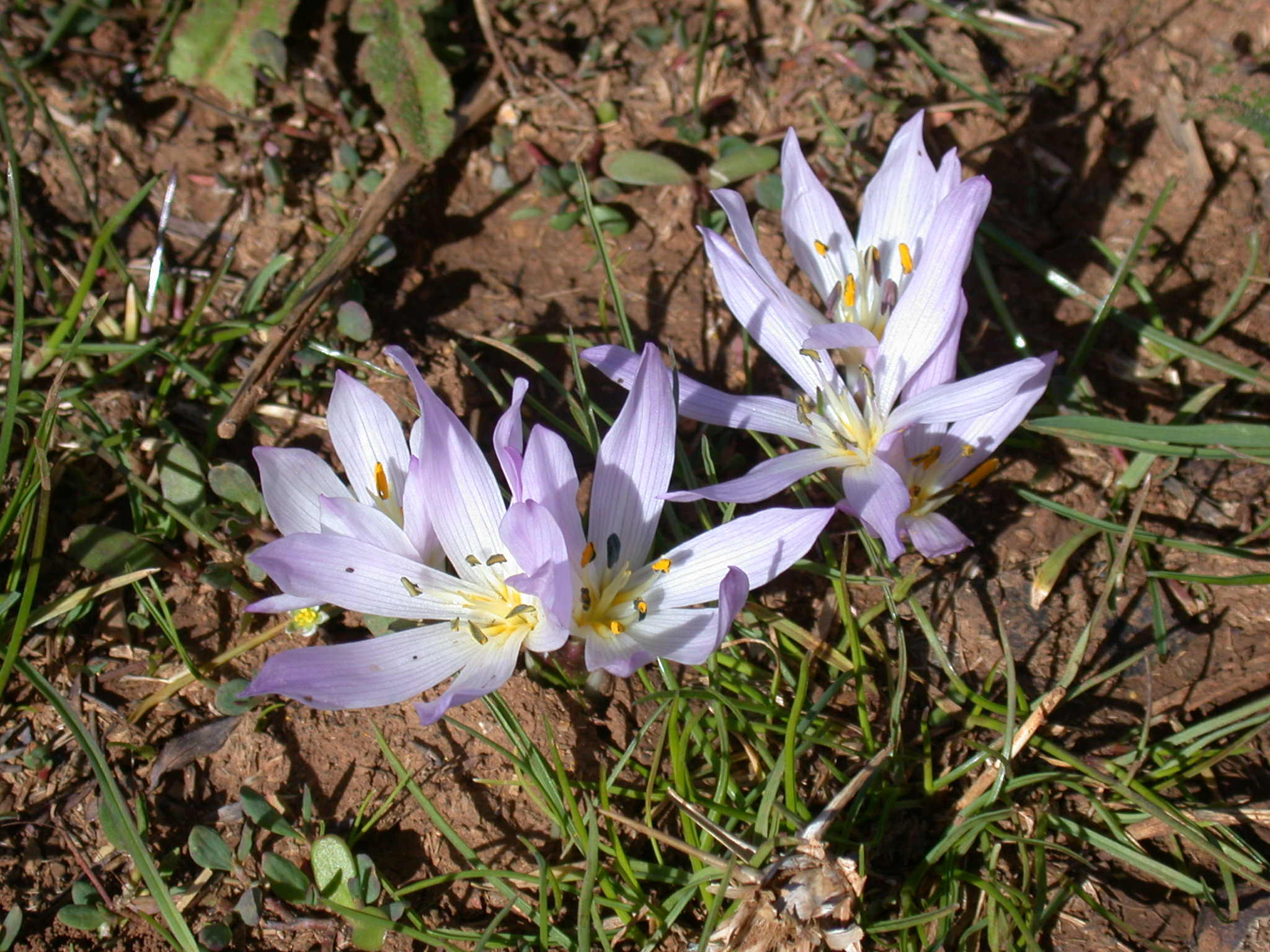
Colchicum szovitsii subsp. brachyphyllum

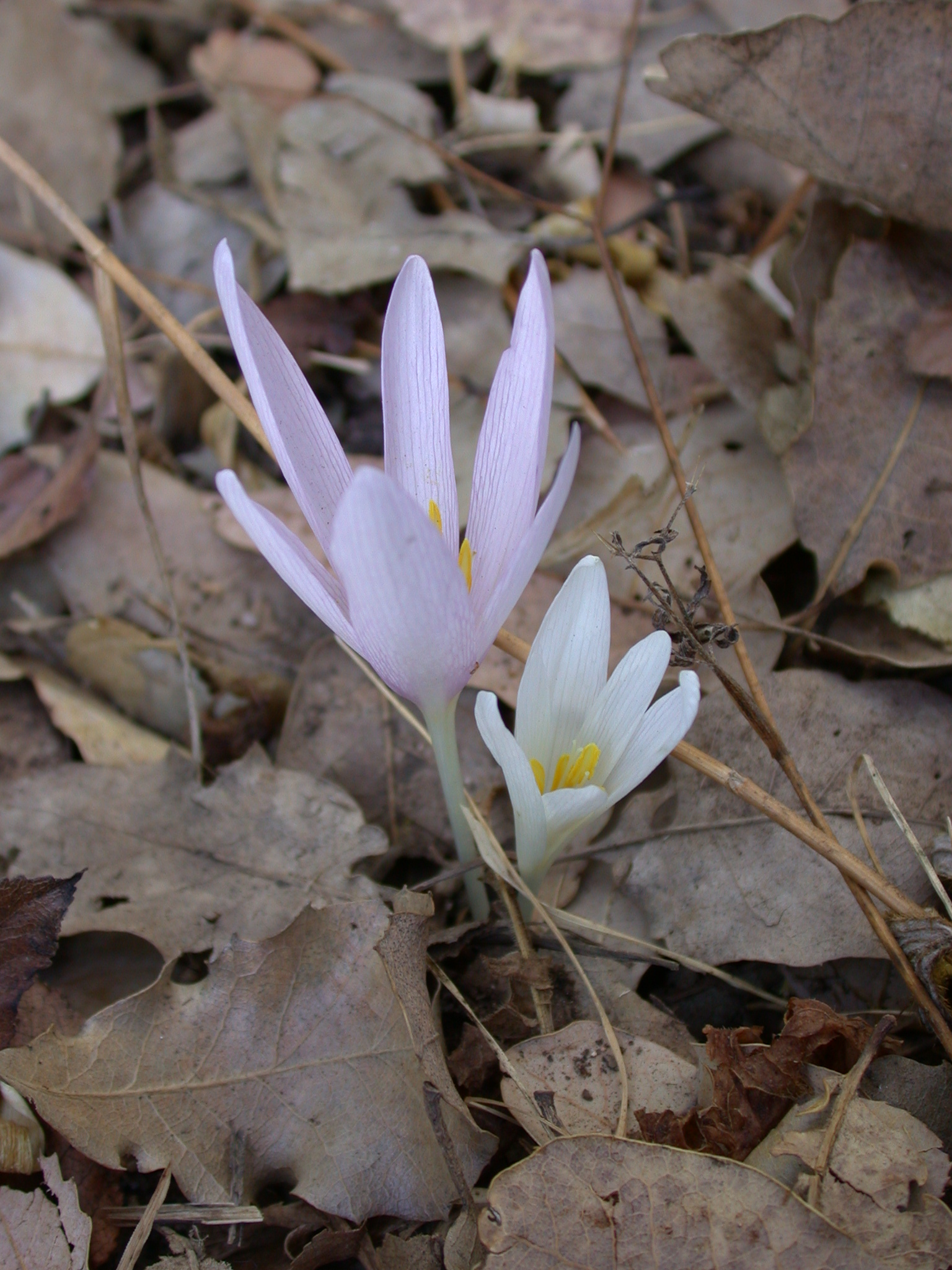
Colchicum troodi

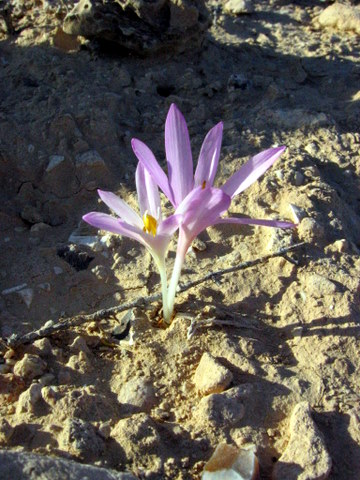
Colchicum tunicatum

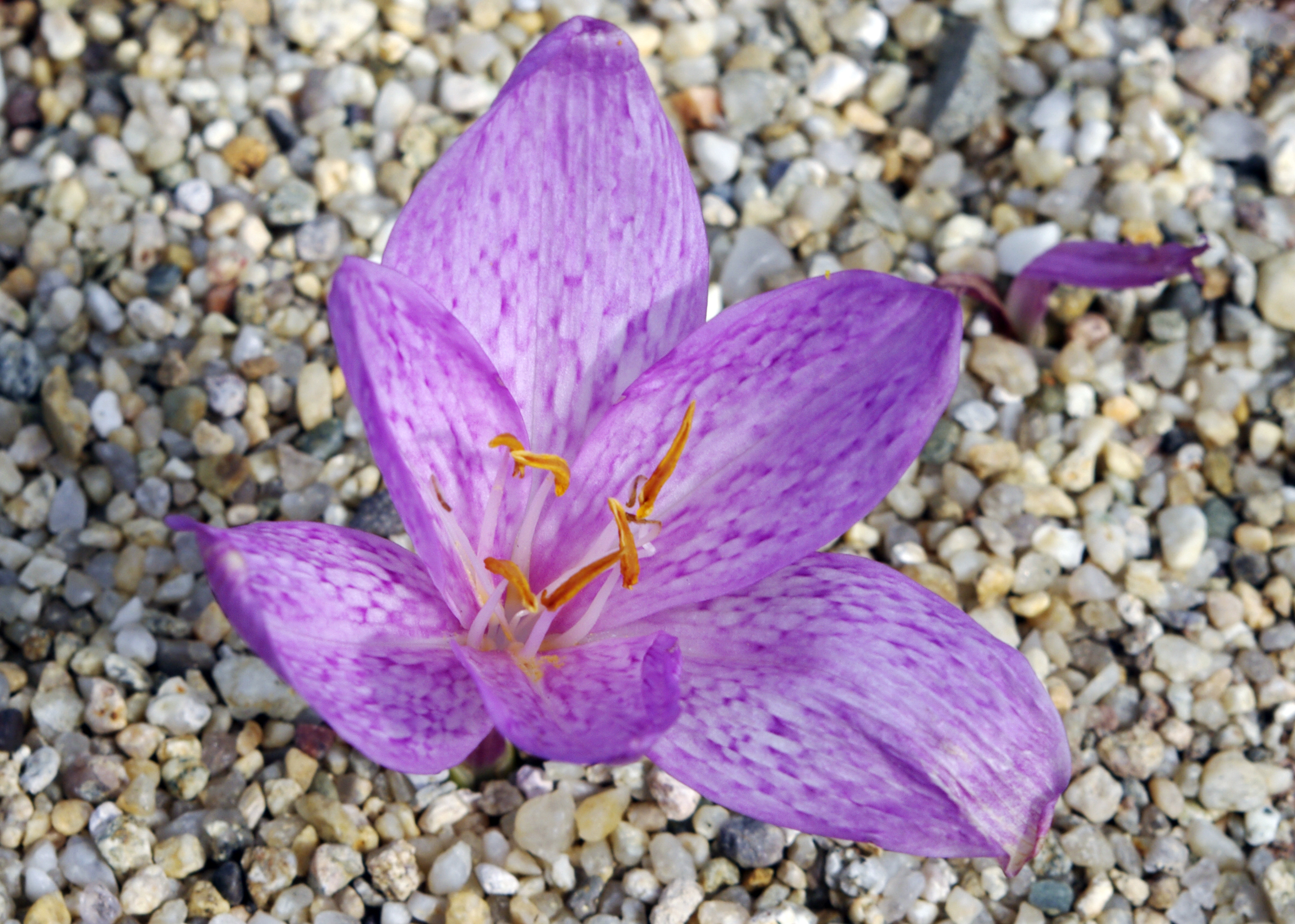
Späte Schachbrett-Herbstzeitlose (Colchicum variegatum)

## Systematik und Verbreitung
Die Gattung Colchicum wurde durch Carl von Linné aufgestellt. Die Typusart ist Colchicum autumnale L. Der wissenschaftliche Gattungsname Colchicum leitet sich von einer Landschaft am Schwarzen Meer ab, der Kolchis im heutigen Georgien. Dort soll auch die Heimat der sagenhaften Giftmischerin und Zauberin Medea liegen. Vermutlich besteht ein Zusammenhang zwischen den Sagen um eine Giftmischerin in dieser Region und dem dortigen Vorkommen der Zeitlosenart Colchicum variegatum. Synonyme für Colchicum L. sind: Bulbocodium L., Celsia Boehm. nom. illeg., Abandium Adans., Merendera Ramond, Geophila Bergeret nom. rej., Monocaryum (R.Br.) Rchb., Hermodactylum (R.Br.) Bartl. nom. inval., Eudesmis Raf. nom. superfl., Fouha Pomel, Paludana Salisb. nom. illeg., Synsiphon Regel.
John Manning, Felix Forest und Annika Vinnersten schlagen 2007 vor, dass die etwa 60 Arten von Androcymbium (50 davon in Südafrika) in die Gattung Colchicum s. l. einzugliedern sind, da anders als bei den molekulargenetischen Untersuchungen keine morphologischen Merkmale, die eine Trennung von Androcymbium und Colchicum begründen würden, gefunden werden konnten. Die bisherigen Arten von Merendera werden in Colchisum einbezogen, während bei Persson et al. 2011 die Androcymbium-Arten nicht in die Gattung Colchicum eingegliedert werden. Der Umfang der Gattung Colchicum wird noch kontrovers diskutiert.
Die Gattung Colchicum ist mit ihren etwa 100 Arten über weite Teile Eurasiens verbreitet. Der Schwerpunkt der Gattung Colchicum liegt in Vorderasien; allein in der Türkei kommen 48 Arten vor, in Westasien 64 Arten.
Es gibt etwa 100 Colchicum-Arten:
- Alpen-Herbstzeitlose (Colchicum alpinum DC., Syn.: Colchicum parvulum Ten., Colchicum alpinum var. parvulum (Ten.) Baker, Colchicum alpinum subsp. parvulum (Ten.) Nyman, Colchicum merenderoides E.P.Perrier & Songeon, Colchicum alpinum subsp. merenderoides (E.P.Perrier & Songeon) Rouy, Colchicum pseudoparvulum Lojac., Colchicum vallis-demonis Lojac.): Sie kommt in den französischen Alpen, in der Schweiz, im Appennin und in Sizilien vor.[3]
- Colchicum androcymbioides (Valdés) K.Perss. (Merendera androcymbioides Valdés): Dieser Endemit kommt nur in der Serranía de Ronda in Spanien vor.[3]
- Colchicum antepense K.Perss.: Sie wurde 2007 aus der südlichen-zentralen Türkei erstbeschrieben.[3]
- Colchicum antilibanoticum Gomb.: Sie kommt im Libanon, in Syrien und vielleicht auch im nordwestlichen Jordanien vor.[3]
- Colchicum arenarium Waldst. & Kit.: Sie kommt vom östlichen Mitteleuropa bis zur südwestlichen Ukraine vor.[3]
- Colchicum arenasii Fridl.: Sie kommt nur auf Sardinien und Korsika vor.[3]
- Colchicum asteranthum Vassiliades & K.M.Perss.: Sie wurde 2002 aus dem südlichen Griechenland erstbeschrieben.[3]
- Attische Zeitlose (Colchicum atticum Spruner ex Tommas., Syn.: Merendera attica (Spruner ex Tommas.) Boiss. & Spruner): Sie kommt im südlichen Bulgarien und vom südlichen Griechenland bis zur westlichen und zentralen Türkei vor.[3]
- Herbstzeitlose (Colchicum autumnale L.): Sie kommt in Europa vor und ist in Nordeuropa, Nordamerika und Neuseeland ein Neophyt.[3]
- Colchicum balansae Planch.: Sie kommt von Attika und Poros bis zur südlichen und südwestlichen Türkei vor.[3]
- Colchicum baytopiorum C.D.Brickell: Sie kommt in der südwestlichen Türkei vor.[3]
- Bivona-Zeitlose (Colchicum bivonae Guss.): Sie kommt von Sizilien bis in die westliche Türkei vor.[3]
- Colchicum boissieri Orph.: Sie kommt von Griechenland bis zur westlichen und südwestlichen Türkei vor.[3]
- Frühlingslichtblume (Colchicum bulbocodium Ker Gawl.): Sie kommt von den europäischen Gebirgen bis zum Kaukasus vor.[3] Es gibt zwei Unterarten und eine Varietät:.
  - Colchicum bulbocodium Ker Gawl. subsp. bulbocodium: Sie kommt in den spanischen und französischen Pyrenäen, in den italienischen Alpen, in der Schweiz und in Österreich vor.[3]
  - Colchicum bulbocodium var. edentatum (Schur) K.Perss.: Sie kommt in Rumänien vor.[3]
  - Colchicum bulbocodium subsp. versicolor (Ker Gawl.) K.Perss.: Sie kommt vom südlichen Ungarn, vom früheren Jugoslawien, Rumänien, von Mittelitalien bis Russland, der Ukraine und dem nördlichen Kaukasusraum vor.[3]
- Colchicum burttii Meikle: Sie kommt von den östlichen Inseln der Ägäis bis in die westliche und zentrale Türkei vor.[3]
- Colchicum chalcedonicum Azn.: Sie kommt vom östlichen Griechenland bis in die westliche Türkei vor.[3] Es gibt zwei Unterarten:
  - Colchicum chalcedonicum Azn. subsp. chalcedonicum: Sie kommt vom östlichen Griechenland bis in die westliche Türkei vor.[3]
  - Colchicum chalcedonicum subsp. punctatum K.Perss.: Sie kommt in der westlichen und südwestlichen Türkei vor.[3]
- Colchicum chimonanthum K.Perss.: Sie kommt im nordöstlichen Griechenland vor.[3]
- Colchicum chlorobasis K.Perss.: Sie kommt bei Konya in der Türkei vor.[3]
- Zilizische Zeitlose (Colchicum cilicicum (Boiss.) Dammer): Sie kommt von der südlichen Türkei bis ins nordwestliche Syrien vor.[3]
- Colchicum confusum K.Perss.: Sie kommt im nördlichen und im zentralen Griechenland vor.[3]
- Korsische Zeitlose (Colchicum corsicum Baker): Sie kommt auf Sardinien und Korsika vor.[3]
- Colchicum cretense Greuter: Dieser Endemit kommt nur auf Kreta vor.[3]
- Colchicum crocifolium Boiss.: Sie kommt von der südlichen und zentralen Türkei bis zum westlichen Iran vor.[3]
- Cupanis Zeitlose (Colchicum cupanii Guss.):  Es gibt zwei Unterarten:
  - Colchicum cupanii Guss. subsp. cupanii: Sie kommt in Frankreich, Sardinien, Sizilien, Italien, Griechenland, Kreta, Algerien und Tunesien vor.[3]
  - Colchicum cupanii subsp. glossophyllum (Heldr.) Rouy: Sie kommt vom südwestlichen Albanien bis zum südwestlichen Montenegro und bis Griechenland vor.[3]
- Colchicum davisii C.D.Brickell: Sie kommt in der südlichen Türkei vor.[3]
- Colchicum decaisnei Boiss.: Sie kommt von der südlichen Türkei bis ins nördliche Israel vor.[3]
- Dörfler-Zeitlose (Colchicum doerfleri Halácsy): Sie kommt auf der Balkanhalbinsel vor.[3]
- Colchicum dolichantherum K.Perss.: Sie kommt in der südlichen Türkei und vielleicht auch im nordwestlichen Syrien vor.[3]
- Colchicum eichleri (Regel) K.Perss.: Sie kommt im zentralen und östlichen Kaukasusraum vor.[3]
- Colchicum erdalii Özhatay: Die Art wurde 2016 aus der Türkei erstbeschrieben.[3]
- Colchicum euboeum (Boiss.) K.Perss.: Sie kommt nur auf Euböa und auf der Halbinsel Chalkidiki in Griechenland vor.[3]
- Colchicum fasciculare (L.) R.Br.: Sie kommt von Syrien bis Jordanien vor.[3]
- Colchicum feinbruniae K.Perss.: Sie kommt vom südwestlichen Syrien bis zum Libanon vor.[3]
- Colchicum figlalii (Varol) Parolly & Eren (Syn.: Merendera figlalii Varol): Sie kommt in der südwestlichen Türkei vor.[3]
- Colchicum filifolium (Cambess.) Stef. (Syn.: Merendera filifolia Cambess.): Sie kommt im westlichen Mittelmeerraum in Marokko, Algerien, Portugal, Spanien, Frankreich und auf den Balearen vor.[3]
- Colchicum freynii Bornm.: Sie kommt vom südlichen Transkaukasien bis zum nordwestlichen Iran vor.[3]
- Colchicum gonarei Camarda: Sie kommt in Sardinien vor.[3]
- Colchicum gracile K.Perss.: Sie wurde 2009 aus dem südlichen Italien erstbeschrieben.[3][5]
- Colchicum graecum K.Perss.: Sie kommt in Griechenland vor.[3]
- Colchicum greuteri (Gabrieljan) K.Perss.: Sie kommt im südlichen Transkaukasien vor.[3]
- Haynalds Zeitlose (Colchicum haynaldii Heuff.): Sie kommt auf der Balkanhalbinsel vor.[3]
- Colchicum heldreichii K.Perss.: Sie kommt in der westlichen und zentralen Türkei vor.[3]
- Colchicum hierosolymitanum Feinbrun: Sie kommt vom Libanon bis Israel vor.[3]
- Colchicum hirsutum Stef.: Sie kommt in der südöstlichen Türkei vor.[3]
- Ungarische Zeitlose (Colchicum hungaricum Janka): Sie kommt vom südlichen Ungarn bis Albanien vor.[3]
- Colchicum ignescens K.Perss.: Sie wurde 2007 aus der südöstlichen Türkei erstbeschrieben.[3]
- Colchicum imperatoris-friderici Siehe ex K.Perss.: Sie kommt in der Türkei vor.[3]
- Colchicum inundatum K.Perss.: Sie kommt in der südlichen Türkei vor.[3]
- Kesselring-Zeitlose (Colchicum kesselringii Regel): Sie kommt von Zentralasien bis zum nordwestlichen Pakistan vor.[3]
- Colchicum kotschyi Boiss.: Sie kommt von der Türkei bis zum westlichen und nördlichen Iran vor.[3]
- Colchicum kurdicum (Bornm.) Stef.: Sie kommt von der südöstlichen Türkei bis zum nördlichen Iran vor.[3]
- Colchicum laetum Steven: Sie kommt vom südöstlichen europäischen Russland bis zum Kaukasus vor.[3]
- Colchicum lagotum K.Perss.: Sie wurde 2007 aus der nordöstlichen Türkei erstbeschrieben.[3]
- Colchicum leptanthum K.Perss.: Sie wurde 2001 aus der nordöstlichen Türkei erstbeschrieben.[3]
- Colchicum lingulatum Boiss. & Spruner: Sie kommt im südöstlichen Griechenland und in der südwestlichen Türkei vor.[3] Es gibt zwei Unterarten:
  - Colchicum lingulatum Boiss. & Spruner subsp. lingulatum: Sie kommt im südöstlichen Griechenland vor.[3]
  - Colchicum lingulatum subsp. rigescens K.Perss.: Sie kommt in der südwestlichen Türkei vor.[3]
- Colchicum longifolium Castagne: Sie kommt in Marokko und Algerien, auf den Balearen, auf Korsika und Sardinien und vom südlichen Frankreich bis zum nordwestlichen Italien vor.[3]
- Colchicum lusitanum Brot.: Sie kommt in Marokko, Algerien und Tunesien, in Portugal, Spanien, auf den Balearen und in Italien vor.[3]
- Gelbe Zeitlose (Colchicum luteum Baker): Sie ist vom östlichen Afghanistan bis Zentralasien und zum westlichen Himalaja verbreitet.[3]
- Colchicum macedonicum Kosanin: Sie kommt auf der Balkanhalbinsel vor.[3]
- Colchicum macrophyllum B.L.Burtt: Sie kommt vom südlichen Euböa und von Kreta bis zur südwestlichen Türkei vor.[3]
- Colchicum manissadjianii (Azn.) K.Perss.: Sie kommt von der nördlichen Türkei bis Transkaukasien vor.[3]
- Colchicum maraschicum E.Kaya & Özhatay: Sie wurde 2014 aus der Türkei erstbeschrieben.[3]
- Colchicum micaceum K.Perss.: Sie kommt in der westlichen Türkei vor.[3]
- Colchicum micranthum Boiss.: Sie kommt in der nordwestlichen Türkei vor.[3]
- Colchicum minutum K.Perss.: Sie kommt in der südlichen Türkei vor.[3]
- Colchicum mirzoevae (Gabrieljan) K.Perss.: Sie kommt im südlichen Transkaukasien vor.[3]
- Berg-Zeitlose (Colchicum montanum L.): Sie kommt von Portugal und Spanien bis zu den südlichen Pyrenäen in Frankreich vor.[3]
- Colchicum multiflorum Brot.: Sie kommt in Portugal und Spanien vor.[3]
- Colchicum munzurense K.Perss.: Sie kommt in der Türkei vor.[3]
- Colchicum nanum K.Perss.: Sie wurde 2007 aus Korsika und Sardinien erstbeschrieben.[3]
- Colchicum neapolitanum (Ten.) Ten.: Sie kommt im südlichen Italien und vielleicht auch am Ätna in Sizilien vor.[3]
- Colchicum osmaniyense Özhatay & E.Kaya: Die Art wurde 2016 aus der Türkei erstbeschrieben.[3]
- Colchicum parlatoris Orph.: Sie kommt im südlichen Griechenland vor.[3]
- Colchicum parnassicum Sart., Orph. & Heldr.: Sie kommt in Griechenland vor.[3]
- Colchicum paschei K.Perss.: Sie kommt in der Türkei vor.[3]
- Colchicum peloponnesiacum Rech. f. & P.H.Davis: Sie kommt im südlichen Griechenland vor.[3]
- Colchicum persicum Baker: Sie kommt von der südlichen und zentralen Türkei bis zum Libanon und zum westlichen Iran vor.[3]
- Colchicum polyphyllum Boiss. & Heldr.: Sie kommt von der südlichen Türkei bis zum nördlichen Syrien vor.[3]
- Colchicum pulchellum K.Perss.: Sie kommt im südlichen Griechenland vor.[3]
- Colchicum pusillum Sieber: Sie kommt von den Ägäischen Inseln bis nach Zypern vor.[3]
- Colchicum raddeanum (Regel) K.Perss.: Sie kommt von der östlichen Türkei bis zum nordwestlichen Iran vor.[3]
- Colchicum rausii K.Perss.: Dieser Endemit kommt nur im südwestlichen Thessalien in Griechenland vor.[3]
- Colchicum ritchii R.Br.: Sie kommt von Tunesien, Libyen, Ägypten und der Sinaihalbinsel bis Vorderasien und dem nördlichen Saudi-Arabien vor.[3]
- Colchicum robustum (Bunge) Stef.: Sie kommt vom Iran bis Zentralasien und dem westlichen Himalaja vor.[3]
- Colchicum sanguicolle K.Perss.: Sie kommt in der südwestlichen Türkei vor.[3]
- Colchicum schimperi Janka ex Stef.: Sie kommt im östlichen Ägypten, auf der Sinai-Halbinsel, in Palästina, im Gebiet von Syrien und Libanon, im Irak, Iran und in Saudi-Arabien vor.[3]
- Colchicum serpentinum Woronow ex Miscz.: Sie kommt in der zentralen und in der östlichen Türkei vor.[3]
- Colchicum sfikasianum Kit Tan & Iatroú: Sie kommt im südlichen Griechenland vor.[3]
- Colchicum sieheanum Hausskn. ex Stef.: Sie kommt in der südlichen Türkei vor.[3]
- Sprossende Zeitlose (Colchicum soboliferum (C.A.Mey.) Stef.): Sie kommt von der Balkanhalbinsel bis Afghanistan vor.[3]
- Riesen-Herbstzeitlose (Colchicum speciosum Steven, Syn.: Colchicum giganteum S.Arn., Colchicum bornmuelleri Freyn): Sie kommt von der nördlichen und östlichen Türkei bis zum nördlichen Iran vor.[3]
- Colchicum stevenii Kunth: Sie kommt von der östlichen Ägäis, von der Türkei und Zypern bis zum Gebiet von Syrien, Libanon und Palästina vor.[3]
- Vorfrühlings-Zeitlose (Colchicum szovitsii Fisch. & C.A.Mey.): Sie kömmt vom östlichen Bulgarien bis zum nordwestlichen Jordanien, dem Irak und dem Iran vor.[3] Es gibt zwei Unterarten:
  - Colchicum szovitsii subsp. brachyphyllum (Boiss. & Hausskn.) K.Perss. (Syn.: Colchicum brachyphyllum Boiss. & Hausskn.): Sie kommt von der südlichen Türkei bis zum nordwestlichen Jordanien vor.[3]
  - Colchicum szovitsii subsp. szovitsii: Sie kommt vom östlichen Bulgarien bis zum Iran vor.[3]
- Arche-Noah-Zeitlose (Colchicum trigynum (Steven ex Adam) Stearn): Sie kommt von der Türkei bis zum nordwestlichen Iran vor.[3]
- Dreiblättrige Zeitlose (Colchicum triphyllum Kunze): Das Verbreitungsgebiet umfasst Marokko, Algerien, Tunesien, Spanien, Sizilien, das frühere Jugoslawien, Bulgarien, Griechenland, Rumänien, die Türkei, die Ukraine und den Iran.[3]
- Colchicum troodi Kotschy: Dieser Endemit kommt nur auf Zypern vor.[3]
- Colchicum tunicatum Feinbrun: Sie kommt vom südlichen Syrien bis nach Israel vor.[3]
- Colchicum turcicum Janka: Sie kommt vom südöstlichen Bulgarien und Griechenland bis zur nordwestlichen Türkei vor.[3]
- Colchicum tuviae Feinbrun: Sie kommt nur in Israel vor.[3]
- Schatten-Herbstzeitlose (Colchicum umbrosum Steven): Sie kommt von der südlichen Ukraine bis zur Krim und von der nördlichen Türkei bis zum Kaukasus vor.[3]
- Colchicum varians (Freyn & Bornm.) Dyer: Sie kommt im westlichen Iran vor.[3]
- Späte Schachbrett-Herbstzeitlose (Colchicum variegatum L.): Sie kommt vom südöstlichen Griechenland und der Ägäis bis zur südwestlichen und südlichen Türkei vor.[3]
- Colchicum verlaqueae Fridl.: Dieser Endemit wurde 2009 aus Sardinien erstbeschrieben.[3]
- Colchicum wendelboi K.Perss.: Sie kommt im westlichen Iran vor.[3]
- Colchicum woronowii Bokeriya: Sie kommt im westlichen Kaukasusraum vor.[3]
- Colchicum zahnii Heldr.: Sie kommt im südlichen Griechenland vor.[3]

## Weiterführende Literatur
- Amiel Vasl, Avi Shmida: The adaptive role of nectarial appendages in Colchicum. In: Plant Systematics and Evolution, Volume 301, Issue 6, 2015, S. 1713–1723. doi:10.1007/s00606-014-1188-4
- Karin Persson, Gitte Petersen, Alberto del Hoyo, Ole Seberg, Tina Jørgensen: A phylogenetic analysis of the genus Colchicum L. (Colchicaceae) based on sequences from six plastid regions. In: Taxon, Volume 60, Issue 5, 2011, S. 1349–1365. ISSN	0040-0262 JSTOR:41317539
- John Manning, Felix Forest, Annika Vinnersten: The genus Colchicum L. redefined to include Androcymbium Willd. based on molecular evidence. In: Taxon, Volume 56, Issue 3, 2007, S. 872–882. JSTOR:25065868